# Molophilus (Molophilus) flagellatus
Molophilus (Molophilus) flagellatus is een tweevleugelige uit de familie steltmuggen (Limoniidae). De soort komt voor in het Palearctisch gebied.